# Scopula virginea
Scopula virginea là một loài bướm đêm trong họ Geometridae.